# Biancaneve (film 1951)
Biancaneve (in russo Сказка о мёртвой царевне и о семи богатырях?, Skazka o mortvoy tsarevne i o semi bogatyryakh) è un film d'animazione del 1951 diretto da Ivan Petrovič Ivanov-Vano e Aleksandra Snežko-Blockaja. 
Pellicola sovietica realizzata dallo studio Sojuzmul'tfil'm di Mosca.
Malgrado il titolo italiano, la trama del film, come si può evincere dal titolo originale, è in realtà un adattamento del poema russo Storia della principessa morta e dei sette cavalieri, scritto da Aleksandr Sergeevič Puškin nel 1833 basandosi a sua volta proprio sulla fiaba di Biancaneve dei fratelli Grimm.

## Trama
Uno Zar parte per un lungo viaggio lasciando da sola la sua amata. Una sera, durante la vigilia di Natale, la Zarina partorisce una bambina. Lo Zar riesce a tornare in tempo per dare un ultimo saluto alla sposa prima che essa muoia. 
Tempo dopo egli si risposa con una donna molto bella ma superba e maligna. La crudele e vanitosa Zarina ambisce a mantenere il titolo di donna più bella del mondo. Quando un giorno viene a sapere dal suo specchio magico che la sua giovane figliastra l'ha superata in bellezza, la Zarina fa condurre la Principessa nel bosco dalla sua serva Chernavka, e ordina a quest'ultima di legarla ad un albero affinché venga divorata dai lupi. Chernavka esegue l'ordine, limitandosi però a lasciare la fanciulla da sola senza legarla, lasciandole così una via di scampo.
Lo Zar, addolorato per la scomparsa della figlia e ignaro del coinvolgimento della Zarina nella faccenda, manda alla sua ricerca il giovane e prode Eliseo, il fidanzato della Principessa. Quest'ultima, nel frattempo, trova rifugio nel maniero di sette giovani cavalieri (bogatyr), con i quali trascorre un periodo sereno. I sette fratelli un giorno propongono alla fanciulla di divenire la sposa di uno di loro, ma ella li rifiuta cortesemente, rivelando loro di essere già felicemente fidanzata ma che per loro rimarrà comunque una sorella devota.
Un giorno, interrogando lo specchio, la Zarina viene a sapere che la figliastra è ancora viva. Si traveste così da anziana mendicante e si reca alla casa dei sette cavalieri decisa ad eliminare la fanciulla. La Principessa fa l'elemosina alla matrigna travestita, e questa per ringraziarla le dona una mela avvelenata. Il fedele cane da guardia dei cavalieri abbaia rabbiosamente alla matrigna travestita, tentando invano di avvertire la fanciulla. Il cane corre allora ad avvertire i suoi padroni, i quali arrivano di corsa al maniero, ma è ormai troppo tardi e trovano la Principessa come morta. Il cane fedele decide quindi di sacrificarsi mordendo anche lui la mela e morendo. I cavalieri resisi conto che la loro cara sorella è stata avvelenata, la depositano quindi in una bara di cristallo nascosta in una grotta.
Intanto Elisei, che ha cercato la sua amata in ogni dove senza risultato, si rivolge al sole, alla luna e al vento. Il sole e la luna dicono di non sapere nulla, ma il vento gli rivela l'amara verità. Elisei, seguendo le indicazioni dategli dal vento, si reca addolorato nella grotta in cui giace la Principessa per darle un ultimo bacio d'addio. Ricevuto il bacio, la fanciulla si risveglia miracolosamente dal suo sonno mortale e i due innamorati fanno ritorno in città per sposarsi. La Zarina viene a sapere dallo specchio che l'odiata figliastra è tornata in vita. La donna rompe lo specchio in preda all'ira e corre sul balcone per sincerarsi della verità. Quando vede la Principessa varcare le porte della reggia a cavallo insieme a Elisei, la Zarina non regge al colpo e muore d'infarto.
La storia termina con le nozze dei due giovani, alle quali sono presenti anche i sette cavalieri.

## Produzione
Il film segue pedissequamente il testo del poema originale di Puškin eccetto che per due differenze. Nell'originale è una suora a consegnare la mela avvelenata alla Principessa su ordine della Zarina anziché la Zarina stessa. Inoltre, nel finale originale, Elisei sveglia la propria amata colpendo la bara di cristallo fino a romperla. È quindi probabile che l'elemento del bacio risolutore sia stato ripreso da Biancaneve e i sette nani di Walt Disney o da Rosaspina dei fratelli Grimm.

## Distribuzione
In Italia il mediometraggio è stato trasmesso con alcuni tagli e una differente colonna sonora come episodio della serie americana Fiabe da terre lontane. L'episodio è stato poi distribuito in DVD dalla Avo Film nella collana Le fiabe del cuore.